# Mournument
Mournument è il quarto album in studio del gruppo musicale olandese Deinonychus, pubblicato nel 2002 dalla My Kingdom Music.

## Tracce
1. Pluto's Ovoid Orbit – 3:16
2. Salus Deceived – 5:55
3. Odourless Alliance – 4:01
4. Tantalised in This Labyrinth – 3:48
5. The Crimson Tides - Oceans of Soliloquy Pt. II – 6:44
6. Selek from Menes – 4:10
7. A Misleading Scenario – 5:29
8. The Obscure Process of Metamorphous – 4:47
9. Arrival in Mesopotamia – 5:44
10. Ancient Dreams (cover dei Candlemass) – 6:37
11. Ascension - The 40th Day After Easter – 6:56

## Formazione

### Gruppo
- Marco Kehren – voce, chitarra, basso
- Staff Glover – basso
- William A. Sarginson – batteria
- Arkdae – tastiera